# Vivekananda

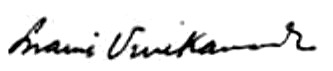
handtekening

Swami Vivekananda (Bengaals: স্বামী বিবেকানন্দ Shami Bibekanondo) (Calcutta, 12 januari 1863 – Haora, 4 juli 1902) wordt beschouwd als een van de belangrijkste recente vertegenwoordigers van de vedanta, de filosofie van het hindoeïsme. Hij was de voornaamste discipel van Sri Ramakrishna (Kamarpukur, 18 februari 1836 - Calcutta, 16 augustus 1886), de grote hindoe-mysticus.
Zijn oorspronkelijke naam was Narendranath Datta, een Bengaal die op jonge leeftijd monnik werd en de naam van Vivekananda aannam. Geïnspireerd door de spiritualiteit van de Indiase cultuur waarvan zijn goeroe, Sri Ramakrishna, voor hem de directe belichaming was, nam de swami in 1893 deel aan het World Parliament of Religions, een onderdeel van de World's Columbian Exposition in Chicago, waar hij op velen diepe indruk maakte. Hiermee bracht Vivekananda als eerste de filosofie van de vedanta onder de aandacht van een groot, internationaal publiek.
Door de talloze lezingen die daarop volgden, in de Verenigde Staten, in Europa en in India, en door de (deels postume) publicatie van zijn Complete Works, groeide Vivekananda uit tot een ware ambassadeur van de eeuwenoude spirituele filosofie van India, de vedanta, die leert dat alle bestaan in wezen goddelijk is. Religie, zo benadrukte de swami, is de rechtstreekse realisatie van die goddelijkheid, hier en nu; alle andere zaken - boeken, kerken, sekten, doctrines, rituelen etc. - komen op de tweede plaats.
Volgens de vedanta is ieder mens in wezen goddelijk en vrij. Het doel van het menselijk leven is om deze inherente goddelijke vrijheid te verwezenlijken en te manifesteren. Om dat te bereiken onderscheidde Vivekananda, afhankelijk van het type aspirant, vier 'yoga's': karma-yoga, de weg van onbaatzuchtig werk; bhakti-yoga, de weg van liefdevolle devotie en overgave; raja-yoga, de weg van concentratie en meditatie; en jnana-yoga, de weg van het metafysisch kennen. Via één of méér of een combinatie van al deze wegen wordt Zelf-realisatie mogelijk.
Al tijdens een diepe meditatie in 1892 in Kanyakumari (Cape Comorin), op het meest zuidelijke puntje van India, werd Vivekananda gegrepen door de universaliteit van de doctrine van de vedanta en de praktische toepasbaarheid van de yoga. Hij bracht moderne ideeën en methoden naar voren om de verschillende traditionele en conservatieve interpretaties van de diverse religieuze richtingen binnen het hindoeïsme onder één noemer te brengen en het met praktische vedanta nieuw leven in te blazen.
Op zijn eerdere omzwervingen door India had Vivekananda met eigen ogen gezien hoe een heel groot deel van de bevolking ondergedompeld was in diepe armoede en onwetendheid. In de mantra die hij van zijn goeroe, Sri Ramakrishna, gekregen had, namelijk dat dienstbaarheid aan de mens dienstbaarheid aan God is (Shiva Jnane Jiva Seva), zag hij de sleutel voor een praktische synthese tussen de diepgewortelde religiositeit van de hindoes en de zo noodzakelijke sociaal-economische hervormingen voor de miljoenen kanslozen in India.